# Desert View Highlands
Desert View Highlands és una concentració de població designada pel cens dels Estats Units a l'estat de Califòrnia. Segons el cens del 2000 tenia 2.337 habitants.

## Demografia
Segons el cens del 2000, Desert View Highlands tenia 2.337 habitants, 731 habitatges, i 565 famílies. La densitat de població era de 1.919,8 habitants/km².
Dels 731 habitatges en un 43,9% hi vivien nens de menys de 18 anys, en un 55,5% hi vivien parelles casades, en un 15,6% dones solteres, i en un 22,7% no eren unitats familiars. En el 19,2% dels habitatges hi vivien persones soles el 7,4% de les quals corresponia a persones de 65 anys o més que vivien soles. El nombre mitjà de persones vivint en cada habitatge era de 3,2 i el nombre mitjà de persones que vivien en cada família era de 3,66.
Per edats la població es repartia de la següent manera: un 35,1% tenia menys de 18 anys, un 7,5% entre 18 i 24, un 28% entre 25 i 44, un 20% de 45 a 60 i un 9,4% 65 anys o més.
L'edat mediana era de 33 anys. Per cada 100 dones de 18 o més anys hi havia 95,5 homes.
La renda mediana per habitatge era de 37.341 $ i la renda mediana per família de 40.263 $. Els homes tenien una renda mediana de 38.413 $ mentre que les dones 26.295 $. La renda per capita de la població era de 15.651 $. Entorn del 9,4% de les famílies i el 10,1% de la població estaven per davall del llindar de pobresa.

## Poblacions més properes
El següent diagrama mostra les poblacions més properes.